# Bothrops matogrossensis
La yarará chica yungueña (Bothrops matogrossensis) es una especie de serpiente venenosa del género Bothrops, de la subfamilia de las víboras de foseta. Habita en selvas serranas del centro de Sudamérica.

## Taxonomía
Esta especie fue descrita originalmente en el año 1925 por el herpetólogo brasileño Afrânio Pompílio Gastos do Amaral, bajo el nombre científico de Bothrops neuwiedi matogrossensis.
Localidad tipo
La localidad tipo es: Miranda, Estado de Mato Grosso, Brasil.
Historia taxonómica
Durante el siglo XX fue mantenida en el género Bothrops pero en 2009 fue incorporada a Bothropoides. Finalmente, en el año 2012, luego de una revisión de la morfología, filogenia y taxonomía de las serpientes bothropoides sudamericanas, las especies de ese género fueron nuevamente reincorporadas a Bothrops.

## Distribución y hábitat
Habita en Bolivia, en el Paraguay, en el centro del Brasil y en el norte de Argentina.